# Estadio Fonte Nova
El Estadio Octávio Mangabeira, conocido popularmente como Fonte Nova, fue un estadio de fútbol inaugurado el 28 de enero de 1951 en Salvador, Bahía, con una capacidad máxima de 66 080 personas. El estadio era propiedad del gobierno de Bahía y era el estadio local del Esporte Clube Bahia y el Esporte Clube Vitória. Su nombre formal honra a Octávio Cavalcanti Mangabeira, ingeniero civil, periodista y exgobernador del estado de Bahía de 1947 a 1954.
Después de que parte de las terrazas superiores se derrumbaran en 2007, matando a 7 personas e hiriendo a varias más, el gobierno de Bahía anunció la demolición de Fonte Nova y la construcción de un nuevo estadio, el Arena Fonte Nova, en el mismo lugar.
El estadio fue apodado Fonte Nova porque estaba ubicado en Ladeira das Fontes das Pedras.

## Historia
La construcción del estadio terminó en 1951. El 4 de marzo de 1971 se reinauguró el estadio, tras una gran reforma que supuso la incorporación de una segunda grada, que amplió el aforo máximo del estadio de 35 000 a 110 000. En el día de la reinauguración, se jugaron dos partidos: Bahía contra Flamengo y Vitória contra Grêmio. Ese día ocurrió un gran tumulto, donde murieron dos personas.
El partido inaugural se jugó el 28 de enero de 1951, cuando Guarany y Botafogo, ambos equipos locales del estado de Bahía, empataron 1-1. El primer gol del estadio lo marcó Nélson de Guarany.
El récord de asistencia del estadio actualmente es de 110 438, establecido el 12 de febrero de 1989 cuando Bahía venció 2-1 al Fluminense.
El 25 de noviembre de 2007, cuando el partido de Tercera División del Campeonato Brasileño entre Bahía y Vila Nova estaba casi terminado con más de 60 000 aficionados presentes, una sección de las terrazas más altas del estadio se derrumbó cuando los aficionados de Bahía estaban celebrando el ascenso del club a la Campeonato Brasileño de Segunda División, matando a siete personas e hiriendo a otras cuarenta. Jacques Wagner, quien era gobernador del estado de Bahía, ordenó el cierre del estadio ya que las causas del accidente estaban siendo investigadas por las autoridades, y también dijo el 26 de noviembre de 2007 que el estadio podría ser demolido si su estructura estuviese comprometida. El 27 de noviembre de 2007, el gobernador de Bahía anunció que el estadio Fonte Nova sería demolido y en su lugar se construirá un nuevo estadio. El 28 de septiembre de 2008, el gobernador de Bahía, Jaques Wagner, anunció que en lugar de ser demolido, el estadio será reformado para convertirlo en un estadio de usos múltiples con una capacidad máxima de 60 000 personas sentadas.
La demolición del estadio Octavio Mangabeira comenzó en junio de 2010 y finalizó en agosto del mismo año; el nivel superior fue demolido con explosivos el 29 de agosto de 2010. Tras la implosión, quedó en pie una parte de la grada superior, que fue desmantelada manualmente hasta octubre. El Arena Fonte Nova fue construido como sede de los Juegos Olímpicos de Río de Janeiro 2016 para torneos de fútbol. Durante su construcción, Bahía jugaba en el estadio de Pituaçu.

## Eventos más importantes

### Copa América 1983
El estadio albergó el partido de vuelta de la final de la Copa América 1983
| 4 de noviembre de 1983 | Brasil       | 1:1 (1:0) | Uruguay      | Estadio Fonte Nova, Salvador de Bahía                                 |                                                                       |
|                        | Jorginho 23' |           | 77' Aguilera | Asistencia: 95 000 espectadores Árbitro(s): Edison Pérez Núñez (Perú) | Asistencia: 95 000 espectadores Árbitro(s): Edison Pérez Núñez (Perú) |

|                    |
| Bandera de Uruguay |
| Campeón Uruguay    |

### Copa América 1989
El estadio albergó ocho partidos del grupo A de la Copa América 1989.
| Fecha              | Selección #1 | Resultado | Selección #2 | Ronda                 | Espectadores |
| ------------------ | ------------ | --------- | ------------ | --------------------- | ------------ |
| 1 de julio de 1989 | Paraguay     | 5 - 2     | Perú         | Primera fase, Grupo A | 35 000       |
| 1 de julio de 1989 | Brasil       | 3 - 1     | Venezuela    | Primera fase, Grupo A | 35 000       |
| 3 de julio de 1989 | Colombia     | 4 - 2     | Venezuela    | Primera fase, Grupo A | 26 000       |
| 3 de julio de 1989 | Brasil       | 0 - 0     | Perú         | Primera fase, Grupo A | 38 200       |
| 5 de julio de 1989 | Perú         | 1 - 1     | Venezuela    | Primera fase, Grupo A | 32 500       |
| 5 de julio de 1989 | Paraguay     | 1 - 0     | Colombia     | Primera fase, Grupo A | 31 500       |
| 7 de julio de 1989 | Paraguay     | 3 - 0     | Venezuela    | Primera fase, Grupo A | 38 000       |
| 7 de julio de 1989 | Brasil       | 0 - 0     | Colombia     | Primera fase, Grupo A | 38 200       |